# Feno-grego
Trigonella foenum-graecum (feno-grego) é uma espécie vegetal da família Fabaceae, sendo a espécie mais comum do género botânico Trigonella.
O feno-grego já desde épocas muito antigas foi utilizado pelo homem como especiaria e como planta medicinal. É também conhecida em português pelo nome, de origem árabe, de Alforva, e é um dos constituintes do caril (também conhecido como curry) indiano.

## Usos

### Culinários

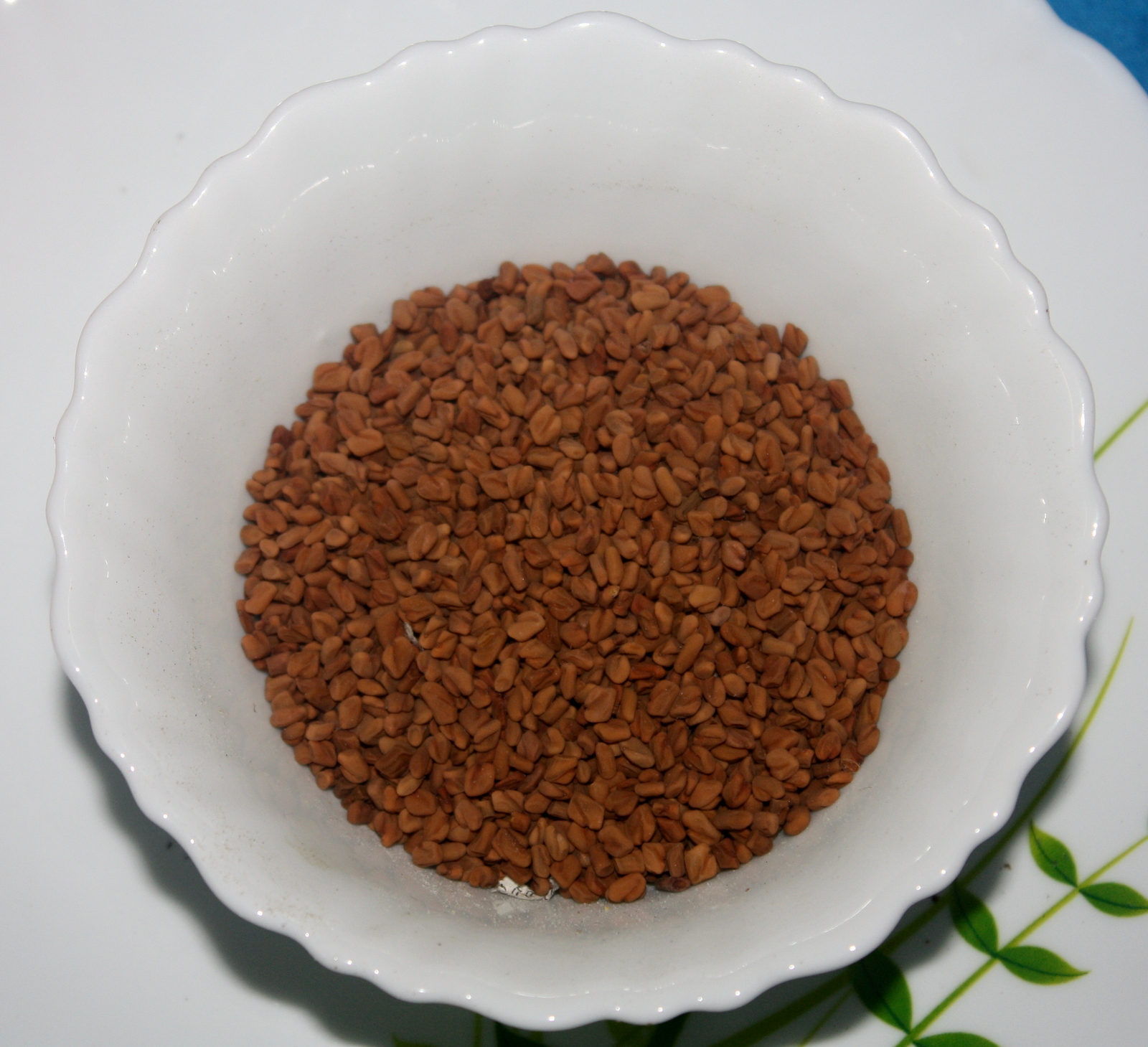

As sementes são utilizadas na cozinha asiática e têm um sabor amargo.
As folhas em forma fresca ou ressecada também são utilizadas.

### Medicinais
- As folhas são utilizadas como erva medicinal:

Aumentam a secreção de leite[carece de fontes?]
- Baixam os níveis de colesterol e triglicerídeos no sangue[carece de fontes?]
- Um estudo, conduzido por Verma et al em pacientes diabéticos, demonstrou que o feno-grego foi capaz de reduzir a glicemia de jejum e após as refeições. Esse estudo dividiu os pacientes em dois grupos: um usaria o feno-grego de fato e o outro, apenas o placebo. No primeiro grupo, 48% reduziu a medicação para o diabetes; já no segundo, isso aconteceu em apenas 18%.[2]
- Experiências actuais demonstram a possibilidade de influência positiva nos casos de cancro de mama e do cólon[carece de fontes?]
- Um estudo feito em 2013 com ratos demonstrou bons resultados. Nessa pesquisa, foi induzida neuropatia (dor nos nervos) através da injeção de piridoxina no nervo ciático da cobaia. Posteriormente foi iniciado tratamento com feno-grego na dose de 0,2, 2,0 e 20mg/kg de feno-grego. Em 20 dias foram avaliados o estalido de cauda, além de exame eletrofisiológico e histológico, demonstrando efeitos antineuropáticos e melhorada função dos nervos, notadamente na população que utilizou doses mais altas, ou seja, 20 mg/kg.[3]
- Um estudo conduzido por Maheshwari et al com 50 voluntários do sexo masculino, com idade de 35 a 65 anos, durante 12 semanas, demonstrou que 500 mg/dia de feno-grego é capaz de aumentar os níveis séricos (no sangue) de testosterona livre e a contagem de espermatozoides, bem como melhorar o humor, o estado de alerta e a libido.[4]
- Segundo uma revisão da Cochrane Library, a suplementação com feno-grego vs. placebo, demonstrou evidência em reduzir a dismenorreia.[5]